# Instruktor (televizijska serija)
Instruktor je hrvatska humoristična serija u formatu pseudodokumentarca čija se pilot epizoda emitirala 15. svibnja 2010. godine na RTL-u. Serija je dobila zeleno svjetlo za nastavak snimanja i RTL je 10. rujna počeo prikazivati seriju. Zadnja epizoda je emitirana 23. studenog 2010.

## Kratak sadržaj
Televizijska ekipa na čelu s novinarom (Sven Medvešek) odlazi na Vis snimiti reportažu o instruktoru vožnje (Stjepan Perić) i njegovom jedinom polazniku autoškole "Đir", Marjanu (Damir Rončević) iz Zagreba. Purger Marjan se već tri godine priprema za vozački ispit, ali i dalje nije spreman za njega. Zakonski rok ih dovede do toga da moraju položiti Marjanov ispit ili će doživotno izgubiti pravo na njega. Nizom nespretnih okolnosti od pokušavanja podmićivanja u splitskom autoklubu, trovanja konjske ergele na Sinjskoj alci pokušavaju se dokopati grada Varaždina u kojem živi Dragutin Blažek, najblaži ispitivač u Hrvatskoj (Božidar Smiljanić). 
Po putu upoznaju Zvjezdana (Borko Perić), Majstora (Vinko Kraljević) i Margaritu (Renata Sopek), riječne Gusare te Lauru, Marjanovu "srodnu dušu" (Tena Jeić Gajski). Upropaštavaju nogometnu utakmicu, Instruktor glumi u reklami za vodu Anđelka koju režira (Dalibor Matanić) nakon što ju odbija snimiti arogantni Stjepan Perić.
Prolaze kroz Srbiju, Crnu Goru te Bosnu i Hercegovinu gdje upadajući u probleme s mafijom, Kinezima i trgovcima robljem kamionom dolaze do Sarajevo film festivala. Odnosi Instruktora, Novinara i Marjana doživljavaju eskalacije, uspone i padove. U Slavonskom Brodu, nedužni u svojoj gluposti padaju u ruke pravde. 
Rok od dva tjedna do polaganja ispita je već na pola prošao, no nakon puštanja iz zatvora samouvjereno u njihovom "Peži" (autu koji je cijelo vrijeme kao treći humoristični lik u seriji) uvjereni kreću na taj "kratki" put do Varaždina.
Instruktor pod svaku cijenu želi izbjeći Zagreb u koji stižu upropastivši svadbu te bježeći od ruke perverznog Grofa. Uz pomoć Instruktorovog 
bivšeg učenika Gorana Ivaniševića stižu u Varaždin kakvi već jesu balonom završe u Slovenskim Alpama, potpuno izgubljeni, 24 sata prije polaganja roka. 
Instruktorov Instruktor (Zlatan Zuhrić) prevozi svomg najlošijeg učenika i Marjana do njihove konačne destinacije, no Dragutina Blažeka nema, u mirovini je u Istarskom mjestu Krunčići. Stigavši do Istre posljednji čas Marjan pregazi Blažeka, te suočeni ispitom posežu za prvim i najgorim, talijanskim Ispitivačem (Božidar Alić). Uz teške muke Marjan polaže ispit nakon tri godine te uz ponosnog Instruktora i Novinara zajedno sa svojom Laurom odlazi na Vis gdje ih sve dočekaju ponosni Višani.

## Glumačka postava

### Glumačka postava po epizodama
| Glumac/glumica         | Lik                     | Epizode u seriji |
| ---------------------- | ----------------------- | ---------------- |
| Stjepan Perić          | Instruktor              | 1 - 12           |
| Damir Rončević         | Marjan Šoštarić         | 1 - 12           |
| Sven Medvešek          | Novinar                 | 1 - 12           |
| Ivo Pečarević          | Taksist Ivo             | 1, 2             |
| Lenko Blažević         | Poštar Luka             | 1                |
| Tonči Petković         | Kapetan Karuza          | 2, 7             |
| Tena Jeić Gajski       | Laura                   | 2, 5, 10, 11, 12 |
| Andrijana Vicković     | Službenica u HAAK-u     | 2                |
| Elvis Bošnjak          | Robi                    | 2, 3             |
| Damir Poljičak         | Roba                    | 2, 3             |
| Matija Jakšeković      | Varaždinac              | 3                |
| Stojan Matavulj        | Strikan                 | 3                |
| Marinko Prga           | Automehaničar           | 4                |
| Borko Perić            | Zvijezdan               | 4, 5             |
| Draško Zidar           | Iguman                  | 4                |
| Luka Dragić            | Dean Horvat             | 5, 10, 11        |
| Dalibor Matanić        | Redatelj reklame        | 5                |
| Anica Tomić            | Njemica                 | 6                |
| Vinko Kraljević        | Majstor                 | 6                |
| Renata Sopek           | Margarita               | 6                |
| Nebojša Glogovac       | Taksist                 | 7                |
| Slobodan Tešić         | Kondukter               | 7                |
| Zoran Marković         | Crnogorac               | 8                |
| Milan Pavlović         | Polaznik "Ćorsokak"     | 9                |
| Mehmet Ibrić           | Instruktor "Ćorsokak"   | 9                |
| Dorotea Lazanin Jelenc | Urednica vijesti        | 9                |
| Jelena Veljača         | Ljubica                 | 10               |
| Igor Kovač             | Žarko                   | 10               |
| Dean Krivačić          | Igor                    | 10               |
| Sven Medvešek          | Grof                    | 10               |
| Goran Ivanišević       | Goran Ivanišević        | 11               |
| Zlatan Zuhrić          | Instruktorov instruktor | 12               |
| Branko Smiljanić       | Dragutin Blažek mlađi   | 12               |
| Božidar Smiljanić      | Dragutin Blažek         | 12               |
| Božidar Alić           | Talijanski ispitivač    | 12               |

## Kritike
- "Instruktor" je primio većinom pozitivne kritike. Mnogi kritičari su ga prozvali osvježenjem među ostalim hrvatskim humorističnim serijama, dok su ga neki kritizirali zbog isforsiranog humora.

- Na stranici mojtv.hr od strane korisnika dobio je ocjenu 8.1, a na stranici zabavnikplus.com recenzirana je kao serija koja je "vratila humor u Hrvatsku". [nedostaje izvor]

- Pilot epizoda (15. svibnja) imala je gledanost oko 10%, dok je prva epizoda (10. rujna) imala gledanost oko 12%. [nedostaje izvor]

## Zanimljivosti
Lik Marjana u cijeloj seriji nije progovorio niti jednu jedinu riječ, iako ga katkad vidimo da u pozadini razgovara s nekim te se Instruktor
i Novinar često referiraju na neke Marjanove "izjave".
Damir Rončević je po profesiji tonski majstor koji je taj isti posao radio i na ovoj seriji uz to što je igrao Marjana za kojega nije bilo potrebno zvukovno snimiti gotovo ništa.
Instruktor kao "pravi" Višanin ne podnosi rivalsko otočko mjesto Komižu.
Laura se iako je to gotovo neprimjetno pojavljuje u drugoj epizodi kao slučajna prolaznica na otoku Visu i kao usamljena putnica na trajektu Vis - Split.
U cijeloj seriji nikada ne saznamo Instruktorovo ime i prezime niti ga ikada vidimo kako vozi. 
Lik Novinara izvorno je snimao redatelj serije Nevio Marasović, te ga je u finalnom proizvodu sinkronizirao Sven Medvešek.
U prikazanoj pilot epizodi Filip Šovagović je sinkronizirao lik Novinara.
Stjepan Perić osim Instruktora u seriji igra još likova; beogradskog mafijaša Milana, Stjepana Perića (arogantnog glumca) te Instruktorovog gotovo identičnog rođaka Ikana.
Na Instruktorovom autu se svaki put kada Marjan prebaci u treću brzinu upale brisači.

## Vanjske poveznice
- Instruktor u internetskoj bazi filmova IMDb-a
- Instruktor Facebook Fan Page